# جيم كوبر
جيم كوبر (بالإنجليزية: Jimmy Cooper)‏ (19 يناير 1942 بتشستر في المملكة المتحدة - ) هو لاعب كرة قدم بريطاني في مركز جناح ‏. لعب مع نادي بلاكبول ونادي ساوثبورت ونادي كرو ألكساندرا ونادي تشستر سيتي ونادي مانسفيلد تاون.

## وصلات خارجية
- جيم كوبر على موقع قاعدة بيانات كرة القدم.إي يو (الإنجليزية)